# Eusyntheta
Eusyntheta is een kevergeslacht uit de familie van de boktorren (Cerambycidae). De wetenschappelijke naam van het geslacht werd voor het eerst geldig gepubliceerd in 1889 door Bates.

## Soorten
Eusyntheta is monotypisch en omvat slechts de volgende soort:
- Eusyntheta brevicornis Bates, 1889